# Paardengang

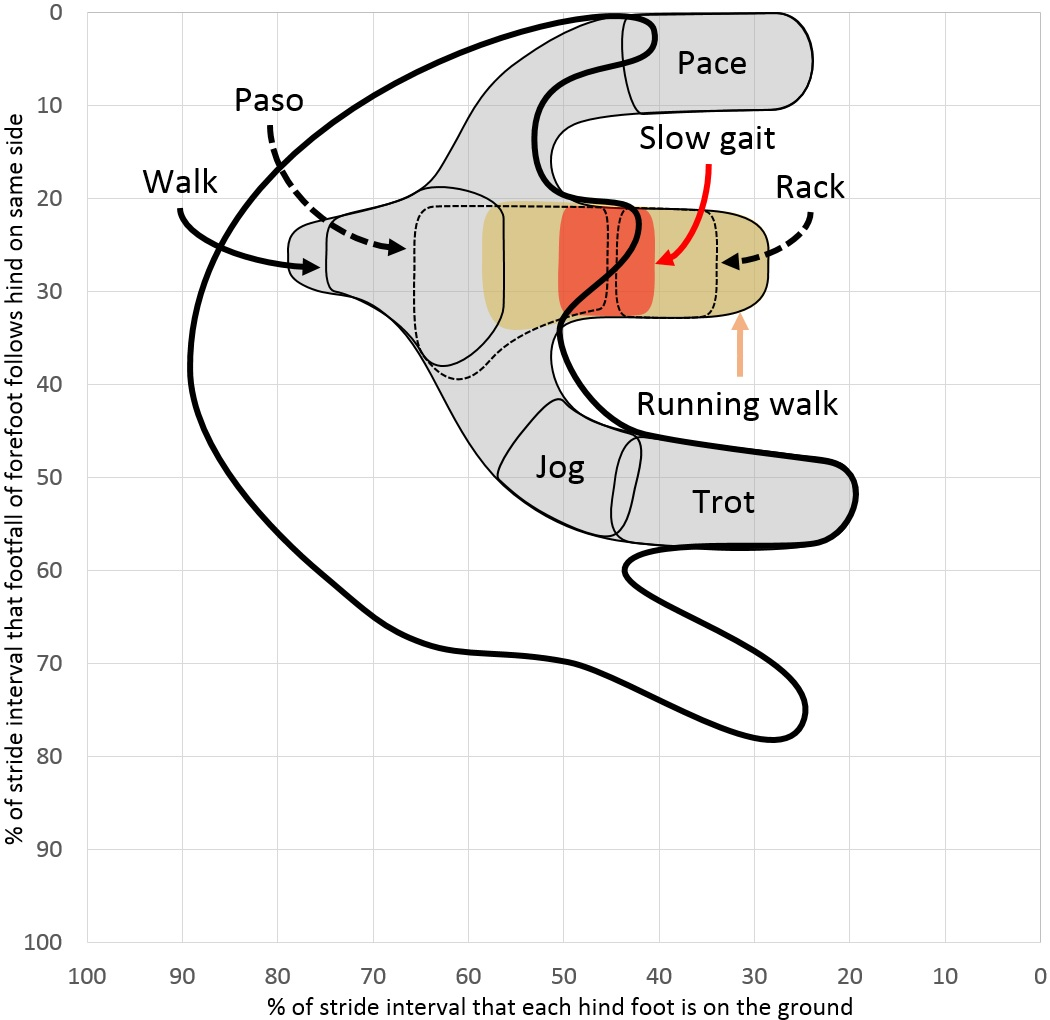
Gangendiagram van Hildebrand waarin de 1008 symmetrische gangenformules zijn verwerkt: 162 voor paarden in het grijze, bruine en rode gebied, 833 voor andere dieren in het dik omlijnde gebied. 13 formules die buiten deze gebieden vallen, zijn niet getoond. Er is dus een flink gebied dat uniek is voor paarden
Bekende gangen zijn benoemd: rentelgang (pace), paso, stap (walk), langzame tölt (slow gait), snelle tölt (rack), snelstap (running walk), langzame draf en draf. Daartussen vallen de ongewone gangen

Een paardengang is een gang van een paard. Het paard kent drie natuurlijke gangen, de stap om te lopen, de draf om te joggen, en als derde de galop; onderverdeeld in (arbeids)galop om te rennen en de rengalop om te sprinten. Daarnaast zijn er extra gangen waar een gangenpaard aanleg voor kan hebben, zoals de telgang en de tölt.
Het paard is in staat tot meer gangen dan welke andere viervoetige ook, waarbij er enkele uniek zijn voor paarden. De verschillende gangen hebben overlap met elkaar. In verschillende streken en fokrichtingen hebben de gangen van bepaalde rassen hun eigen namen.
Verschillende paardengangen werden voor het eerst systematisch vastgelegd door Eadweard Muybridge rond 1870. Voor zijn werken Horse in Motion en Sallie Gardner at a Gallop fotografeerde hij reeksen stilstaande beelden die als animaties konden worden bekeken. Voordien tekende en schilderde men paarden veelal in uitgedachte poses, wel aangeduid als de 'hobbelpaardgalop' (rocking horse gallop).

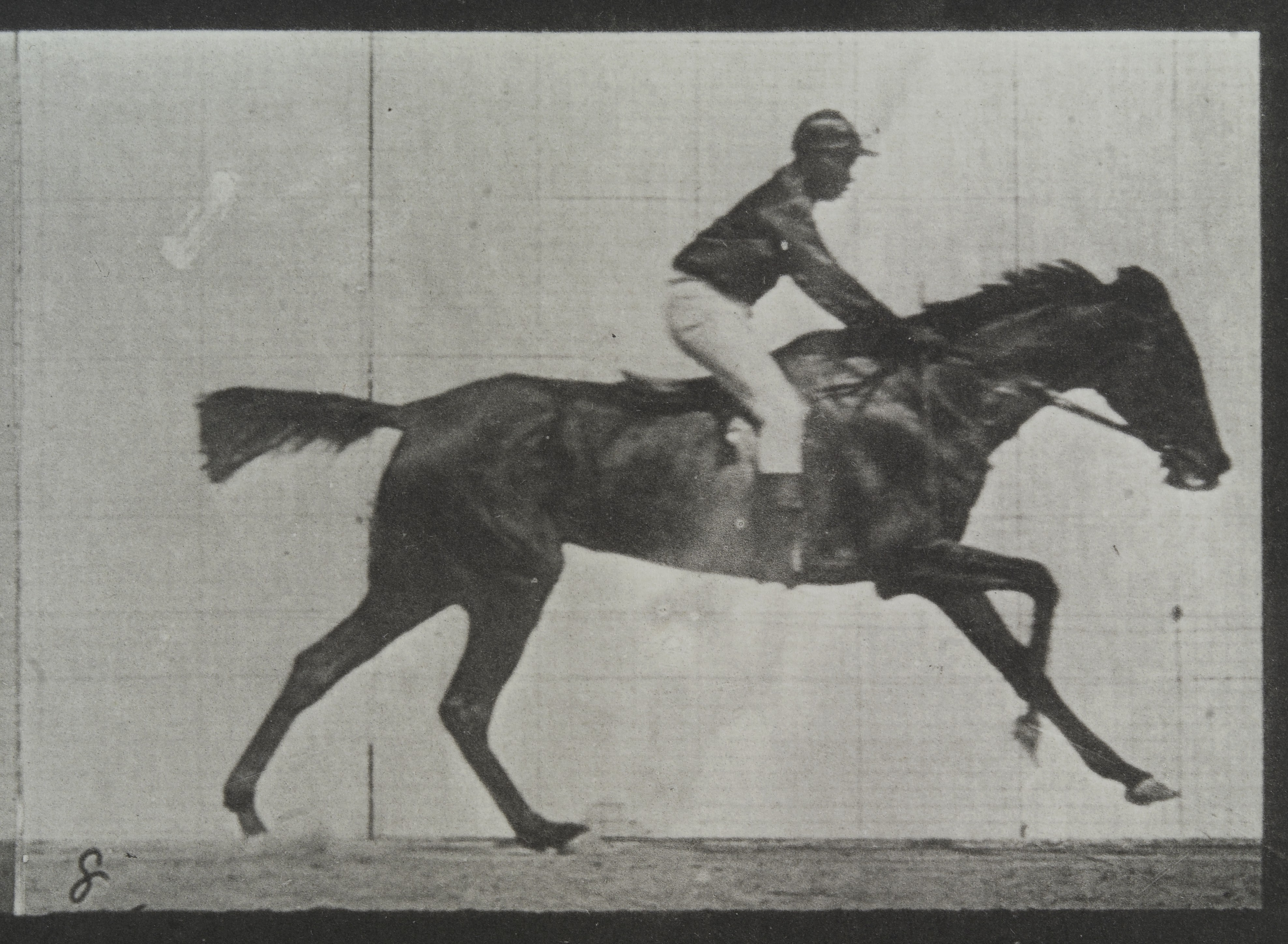
galopstudie door Muybridge
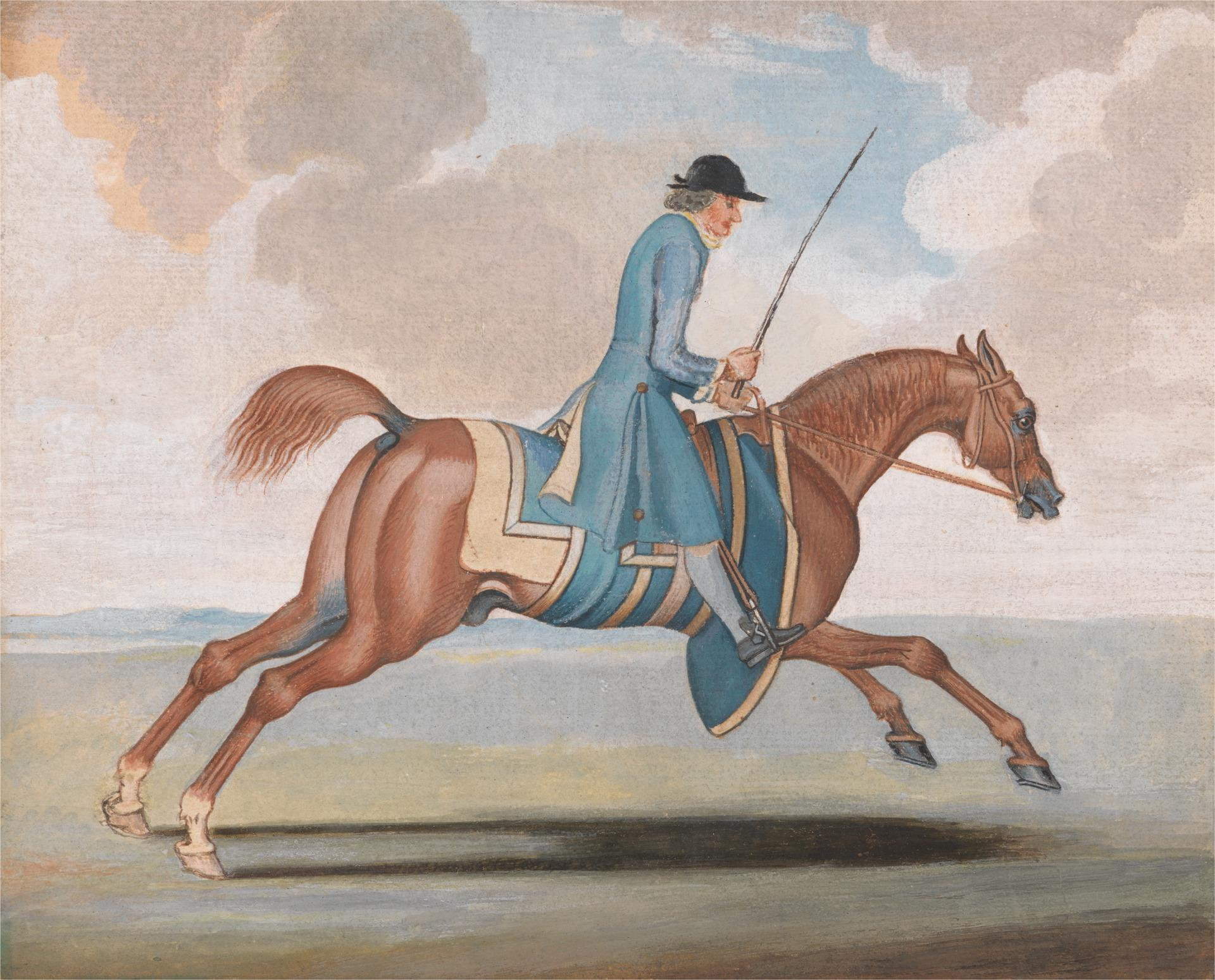
ruiter met paard in hobbelpaardgalop

## Overzicht

Natuurlijke gangen
stap
draf
(arbeids)galop (drietact)
rengalop (viertact)

Mogelijke extra natuurlijke en onnatuurlijke gangen
rentelgang
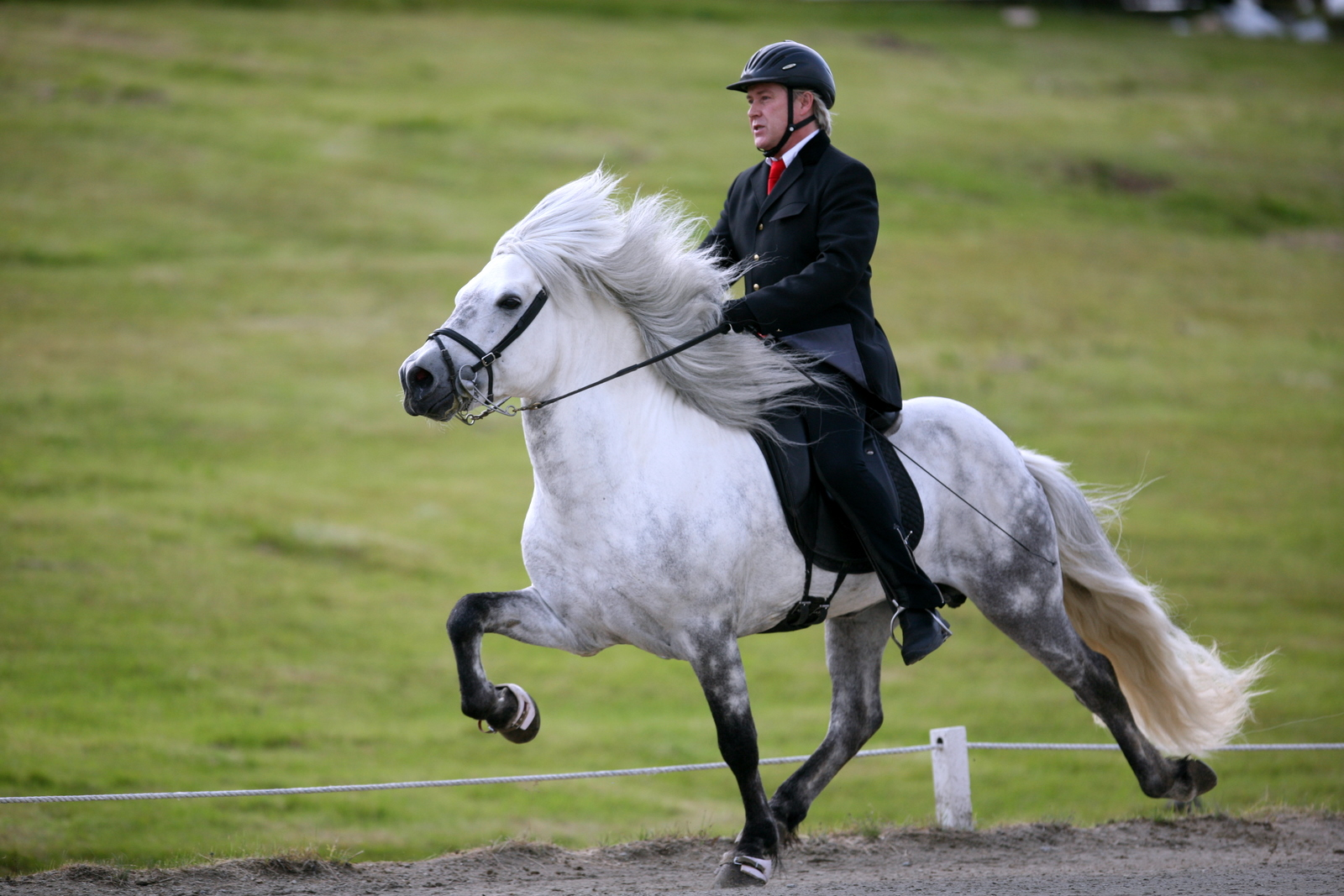
tölt
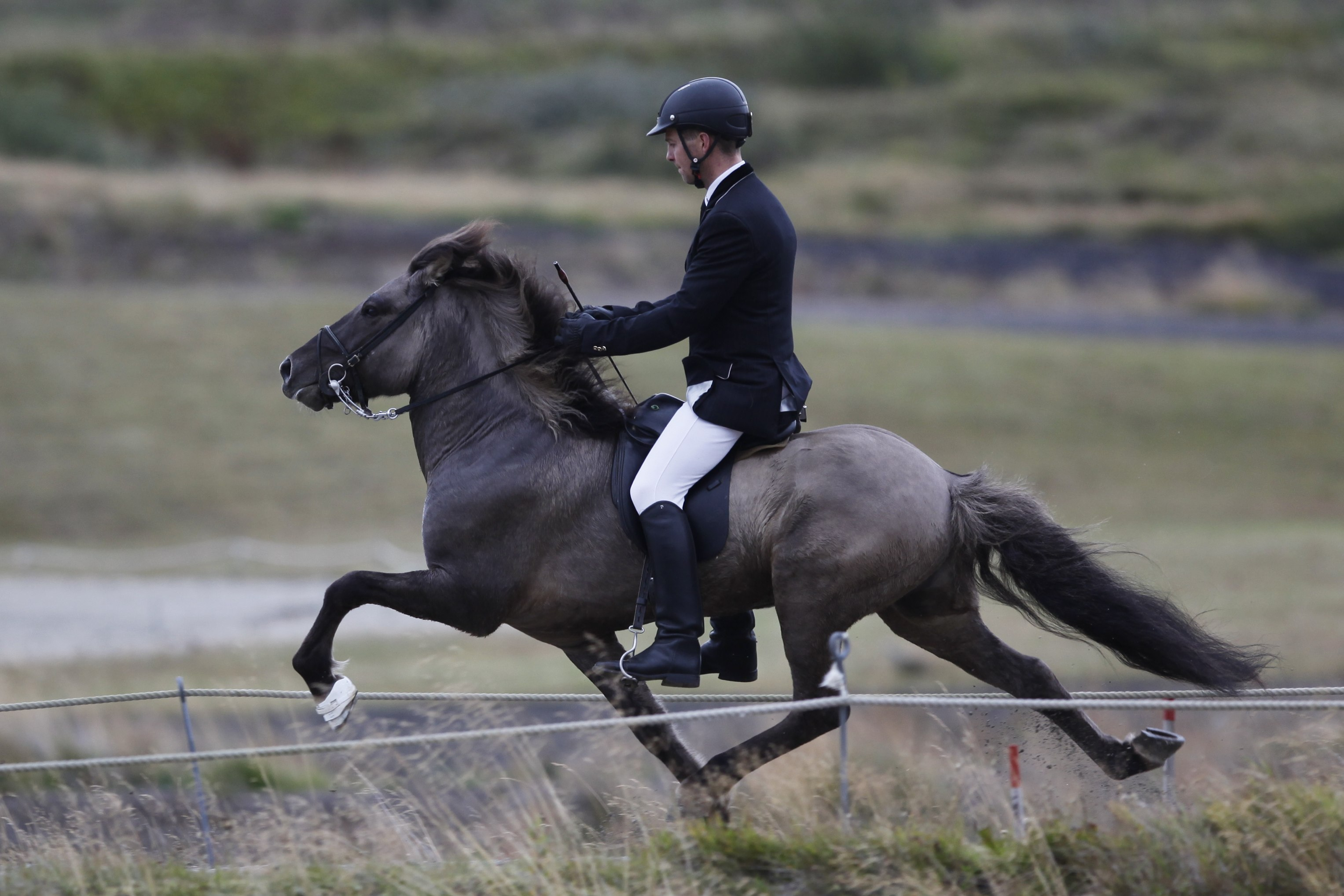
snelle tölt
Spaanse pas